# Harishpur
Harishpur è una suddivisione dell'India, classificata come census town, di 8.401 abitanti, situata nel distretto di Bardhaman, nello stato federato del Bengala Occidentale. In base al numero di abitanti la città rientra nella classe V (da 5.000 a 9.999 persone).

## Geografia fisica
La città è situata a 23° 36' 16 N e 87° 10' 19 E.

## Società

### Evoluzione demografica
Al censimento del 2001 la popolazione di Harishpur assommava a 8.401 persone, delle quali 4.606 maschi e 3.795 femmine. I bambini di età inferiore o uguale ai sei anni assommavano a 1.129, dei quali 594 maschi e 535 femmine. Infine, coloro che erano in grado di saper almeno leggere e scrivere erano 4.754, dei quali 3.027 maschi e 1.727 femmine.